# Montois Partners Architects

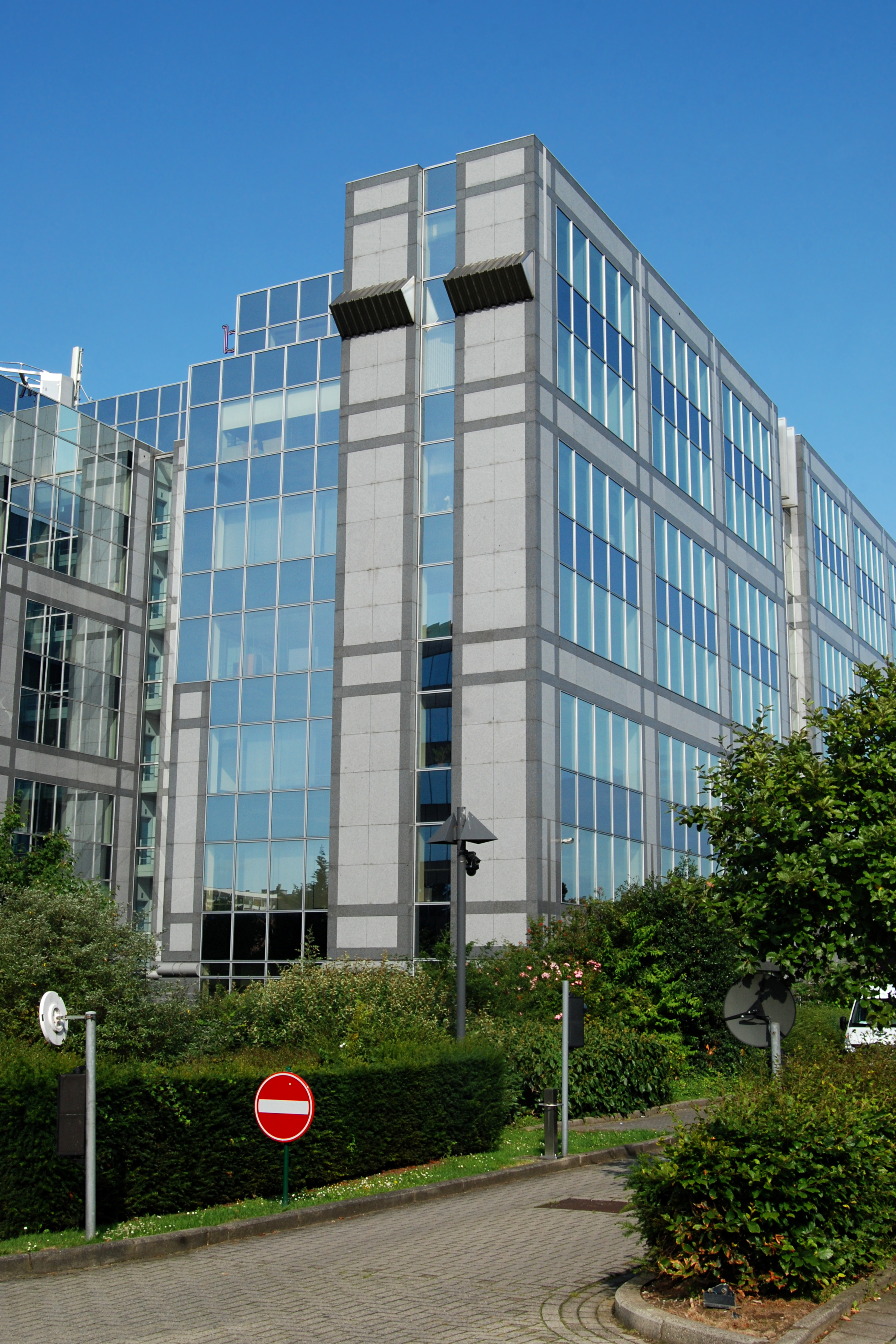
Hoofdkwartier Citibank België uit 1995

Montois Partners Architects (MPA) is een Belgisch architectenbureau opgericht in 1980 door architect Henri Montois als Bureau d'architecture Henri Montois. Het kantoor veranderde in 1995 van naam en werd Montois Partners Architects.
Montois, die eerder de principes van het functionalisme volgde, is bij de start van MPA geëvolueerd naar postmodernisme. Tot de partners behoren Jean-Claude Lequy, Jerzy Kowal (tot 1990), Frans Peter Vink, Ludwik Konior, Michel Denis, Jean Mathieu, Pierre-Michel Quertinmont, Étienne Bruyère, Jacques Versailles en Peter Mandl.
In de jaren tachtig en negentig bouwen de architecten vele kantoorgebouwen in het Brusselse, waaronder de ambassades van Polen en het Groothertogdom Luxemburg, het Belgisch hoofdkwartier van de Citibank en het hoofdkwartier van CFE.
In 1995 werkte ze in associatie aan het ontwerp van het Justus Lipsiusgebouw van de Raad van de Europese Unie in de Europese wijk van Brussel.
MPA werkte mee in een associatie met Art&Build en Jaspers-Eyers & partners van 2002 tot 2005 bij de bouw van het kantoorgebouw North Galaxytorens en nogmaals met (enkel) Art&Build van 2003 tot 2007 bij de bouw van het kantoorgebouw Covent Garden, beide in de Brusselse Noordruimte.
Na het overlijden van Montois zette het bureau zijn activiteiten verder.
Recent werkte het bureau onder meer aan een nieuw hoofdkwartier voor de Waalse vleugel van CBC Banque et Assurance van de KBC Groep in Namen aan de Maasoevers, het kantoorgebouw Belliard 93 aan de Brusselse Belliardstraat of Cultura Wavre, een cultureel centrum in Waver